# 오사카부 제3구
오사카부 제3구(大阪府 第3区)는 일본의 중의원 선거구이다. 1994년 일본 공직선거법으로 신설되었다.
현재 중의원은 공명당에 사토 시게키이다.

## 지역
- 오사카시
  - 다이쇼구
  - 스미요시구
  - 니시나리구
  - 스미노에구